# Olivia Hack
Olivia Cathrine Hack (Beverly Hills, 16 giugno 1983) è un'attrice e doppiatrice statunitense.

## Biografia
Ha fatto il suo debutto nel mondo dello spettacolo all'età di otto mesi, quando apparve in uno spot pubblicitario. Da allora la Hack è stata una prolifica doppiatrice a partire dall'infanzia, doppiando numerosi episodi de I Griffin, Bratz e Hey, Arnold!. È nota soprattutto per aver doppiato il personaggio di Rhonda Wellington Lloyd in Hey, Arnold! per oltre quaranta episodi dal 1996 al 2004. Nel 2000 e nel 2001 ha ottenuto una candidatura al Young Artist Award per Hey Arnold!. Attiva anche come attrice televisiva, Olivia Hack è nota soprattutto per aver interpretato Tanna Schrick in Una mamma per amica.

## Filmografia parziale

### Attrice

#### Cinema
- Generazioni (Star Trek: Generations), regia di David Carson (1994)

#### Televisione
- Phenom - serie TV, 1 episodio (1993)
- Wings - serie TV, 1 episodio (1995)
- Nick Freno - serie TV, 1 episodio (1997)
- Il tocco di un angelo - serie TV, 1 episodio (1997)
- Cinque in famiglia - serie TV, 1 episodi (1998)
- Due gemelle e una tata - serie TV, 1 episodio (1999)
- Freaks and Geeks - serie TV, 1 episodio (2000)
- Da un giorno all'altro - serie TV, 22 episodi (2001-2002)
- Giudice Amy - serie TV, 1 episodio (2002)
- Una mamma per amica - serie TV, 8 episodi (2003-2004)
- Cold Case - Delitti irrisolti - serie TV, 1 episodio (2005)

### Doppiatrice

#### Cinema
- Hey Arnold! Il film (Hey Arnold!: The Movie), regia di Tuck Tucker (2002)
- Boog & Elliot 2 (Open Season 2), regia di Matthew O'Callaghan e Todd Wilderman (2009)
- Scooby-Doo Abracadabra-Doo (Scooby Doo! Abracadabra-Doo), regia di Spike Brandt e Tony Cervone (2010)
- Hey Arnold!: The Jungle Movie, regia di Raymie Muzquiz e Stu Livingston (2017)

#### Televisione
- La vita con Louie - serie TV, 1 episodio (1995)
- Hey, Arnold! - serie TV, 42 episodi (1996-2004)
- I Griffin - serie TB, 4 episodi (1999-2005)
- Rocket Power - E la sfida continua... - serie TV, 1 episodio (2000)
- I Rugrats - serie TV, 1 episodio (2001)
- Fillmore! - serie TV, 1 episodio (2003)
- Astro Boy - serie TV, 2 episodi (2003-2004)
- I Rugrats da grandi - serie TV, 1 episodio (2005)
- Bratz - serie TV, 23 episodi (2005-2006)
- BLOOD+ - serie TV, 50 episodi (2005-2006)
- Gli zonzoli - serie TV, 1 episodio (2006)
- Avatar - La leggenda di Aang - serie TV, 12 episodi (2006-2008)
- Ben 10: Ultimate Alien - serie TV, 1 episodio (2011)
- Gli orsetti del cuore - Benvenuti a Tantamore - serie TV, 3 episodi (2012)
- Star Wars: The Clone Wars - serie TV, 1 episodio (2012)
- Gli orsetti del cuore e i loro cugini - serie TV, 5 episodi (2015)
- Star Wars: Forces of Destiny - serie TV, 3 episodi (2018)
- Dragon Pilot - serie TV, 2 episodi (2018)

## Doppiatrici italiane
- Gemma Donati ne La famiglia Brady e ll ritorno della famiglia Brady
- Letizia Ciampa in Da un giorno all'altro